# Akademie der Künste Sarajevo

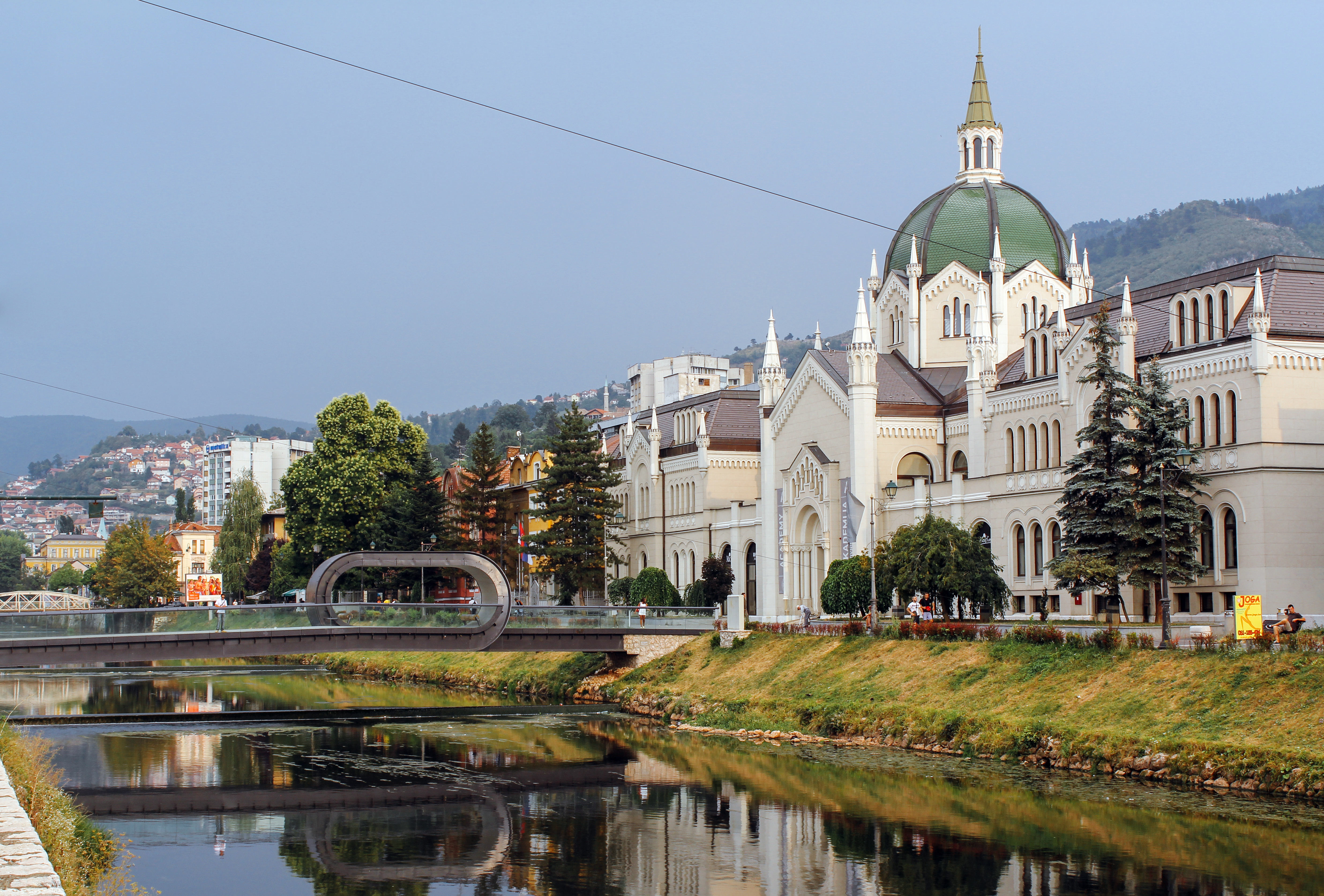
Akademie der Künste in Sarajevo

Die Akademie der Künste in Sarajevo (bosnisch: Akademija likovnih umjetnosti Sarajevo) wurde als Hochschuleinrichtung 1972 gegründet.
Sie übernimmt vor allem die Ausbildung von Künstlern und organisiert Kurse für die Ausbildung von Lehrern für Grund- und Mittelschulen.
Die Akademie wurde von Gelehrten, Professoren und Kulturschaffenden gegründet. Gründungsmitglieder sind Muhammad Karamehmedovic, Kunsthistoriker und erster Dekan der Akademie, Nada Pivac, Maler, Mersad Berber, Maler, Boro Aleksic, Maler, Ali Kučukalić, Bildhauer, Zdenko Grgic, Bildhauer.

## Fachbereiche
- Lehramt
- Malerei
- Skulptur
- Grafik
- Grafikdesign
- Produktdesign
- Konservierung und Restaurierung

Jede dieser Abteilungen bereitet die Schüler auf eine bestimmte künstlerischen Tätigkeit in einer Weise vor, die die Kriterien der europäischen Kunsterziehung erfüllt.
Die Ausbildung an der Akademie der Künste in Sarajevo, auch Akademie der Schönen Künste genannt, passte ihren Lehrplan im Wintersemester 2006/2007 dem Bologna-Ausbildungssystem an.
Das Studium ist in ein insgesamt fünfjähriges Bachelor-(vier Jahre) Master -(ein Jahr) System eingeteilt und wird mit einem Diplom abgeschlossen.

## Geschichte des Bauwerks
In den Jahren 1898 und 1899 entstand das Gebäude der Akademie ursprünglich als evangelische Kirche (bosnisch evangelistička crkva) am Südufer der Miljacka, nachdem Österreich-Ungarn Bosnien und Herzegowina im Jahr 1878 okkupiert hatte und schrittweise neue Sakralbauten für Christen, darunter die Herz-Jesu-Kathedrale, und Juden, darunter die aschkenasische Synagoge, errichten ließ. Die evangelische Kirche Sarajevos war erst im Jahr 1893 gegründet worden, doch sie erhielt bereits sechs Jahre später einen monumentalen Sakralbau, da die Gemeinde sprunghaft anwuchs. Wie so oft entschied man sich für den tschechischen Architekten Karel Pařík, dessen Bauten größere Teile von Sarajevos heutiger Altstadt stark prägten und deren Zahl allein hier auf 70 geschätzt wird. Erbaut wurde zunächst der Mittelteil mit einer Zentralkuppel auf einem achteckigen Turm im romanisch-byzantinischen Stil, im Jahr 1911 ergänzte man die Flügelbauten, die der Gemeindeverwaltung dienten. Nach dem Ersten Weltkrieg erfolgte der Abzug Österreich-Ungarns aus Bosnien und Herzegowina, so dass auch die Protestanten die Stadt verließen. Die Kirche stand leer und verfiel, bis sie im Jahr 1981 restauriert und der Kunstakademie zur Verfügung gestellt wurde, die bis dahin keine adäquaten Räumlichkeiten besaß. Diese setzte ihren Unterricht während des Bosnienkriegs in den Jahren von 1992 bis 1995 fort, musste aber die Ausbildung in Privathäuser verlagern, da der häufige Granatbeschuss eine Nutzung des Gebäudes unmöglich machte.